# أذن الفأر المتلون
أذن الفأر المتلون (الاسم العلمي: Myosotis discolor) هو نوع من النباتات يتبع جنس أذن الفأر من الفصيلة الحمحمية.